# Tmarus digitiformis
Tmarus digitiformis là một loài nhện trong họ Thomisidae.
Loài này thuộc chi Tmarus. Tmarus digitiformis được miêu tả năm 2005 bởi Yang, Zhu & Da-xiang Song.